# سوماسی (گاونگو)

سوماسی شهری در شهرستان گاونگو در استان بازگا در بورکینافاسوی مرکزی است و جمعیت آن ۱۹۶ نفر است.